# Ararat (2023)
Ararat ist ein Filmdrama von Engin Kundag, das im Februar 2023 bei den Internationalen Filmfestspielen Berlin seine Premiere feierte.

## Handlung
Als die junge Zeynep beschuldigt wird, absichtlich einen Autounfall verursacht zu haben, um ihrem Freund Schaden zuzufügen, flieht Zeynep aus Berlin zu ihrem Elternhaus in die türkische Provinz. Dieses liegt am Fuße des erloschenen Vulkans Ararat. Ihre Mutter Fatma hat ihr gesagt, sie solle kommen. Das Verhältnis zu ihrem Vater Hasan ist nicht gut. Zeynep will nicht erzählen, was passiert ist. Ihr Vater weiß jedoch, dass sie das Unfallfahrzeug fuhr, weil ein Freund nach einer Party betrunken war und sie Fahrerflucht begangen hat. 
Im Fernsehen wird über den seit langem andauernden Krieg zwischen Aserbaidschan und Armenien in Bergkachabach berichtet. Mit ihrer sexuellen Aggression stellt Zeynep die festgefahrene Ehe ihrer Eltern auf den Kopf.

## Produktion

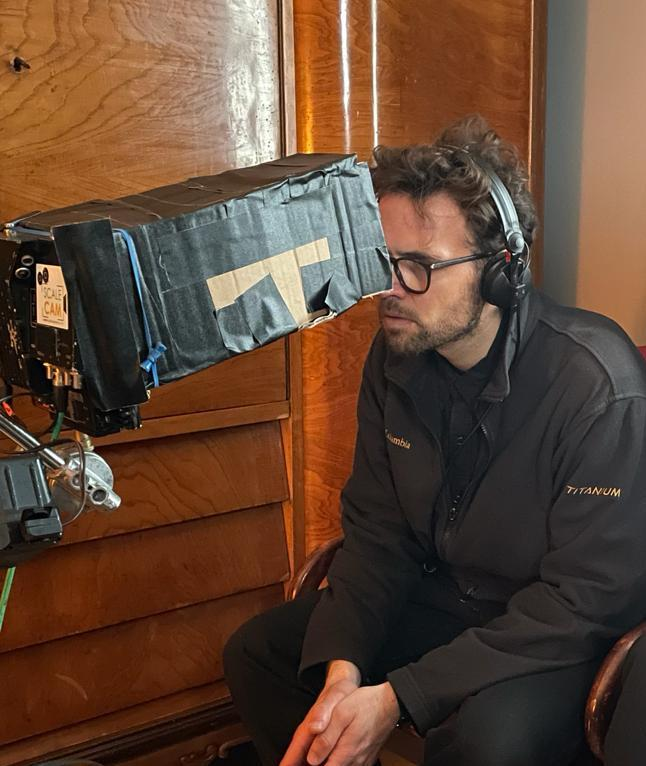
Regisseur Engin Kundag am Filmset

Regie führte Engin Kundag, der auch das Drehbuch schrieb. Der gebürtige Bielefelder studierte Regie an der Internationalen Filmschule Köln. Sein Abschlussfilm, ein Kurzfilm, der ebenfalls Ararat hieß, wurde 2012 bei der Berlinale gezeigt.
Es handelt sich um eine Koproduktion der Zeitgeist Filmproduktion (Markus Kaatsch), EKF (Engin Kundag), ARTE (Barbara Häbe) und dem Saarländischen Rundfunk (Christian Bauer), in Zusammenarbeit mit Sarmasik Sanatlar (Baran Seyhan) und gefördert aus Mitteln der BKM.
In den Hauptrollen spielen Merve Aksoy als die Deutsch-Türkin Zeynep, Rasim Jafarov und Funda Rosenland als ihre Eltern Hasan und Fatma.
Die Dreharbeiten fanden ab April 2021 in Ostanatolien statt. Als Kameramann fungierte Mikołaj Syguda. Der Arbeitstitel war Marmara.
Die Premiere erfolgte im Februar 2023 im Rahmen der Internationalen Filmfestspiele Berlin, wo der Film in der Sektion Perspektive Deutsches Kino gezeigt wurde.

## Auszeichnungen
Internationale Filmfestspiele Berlin 2023
- Nominierung für den Heiner-Carow-Preis
- Nominierung für den Kompass-Perspektive-Preis
- Nominierung für den GWFF Preis Bester Erstlingsfilm